# Stomias

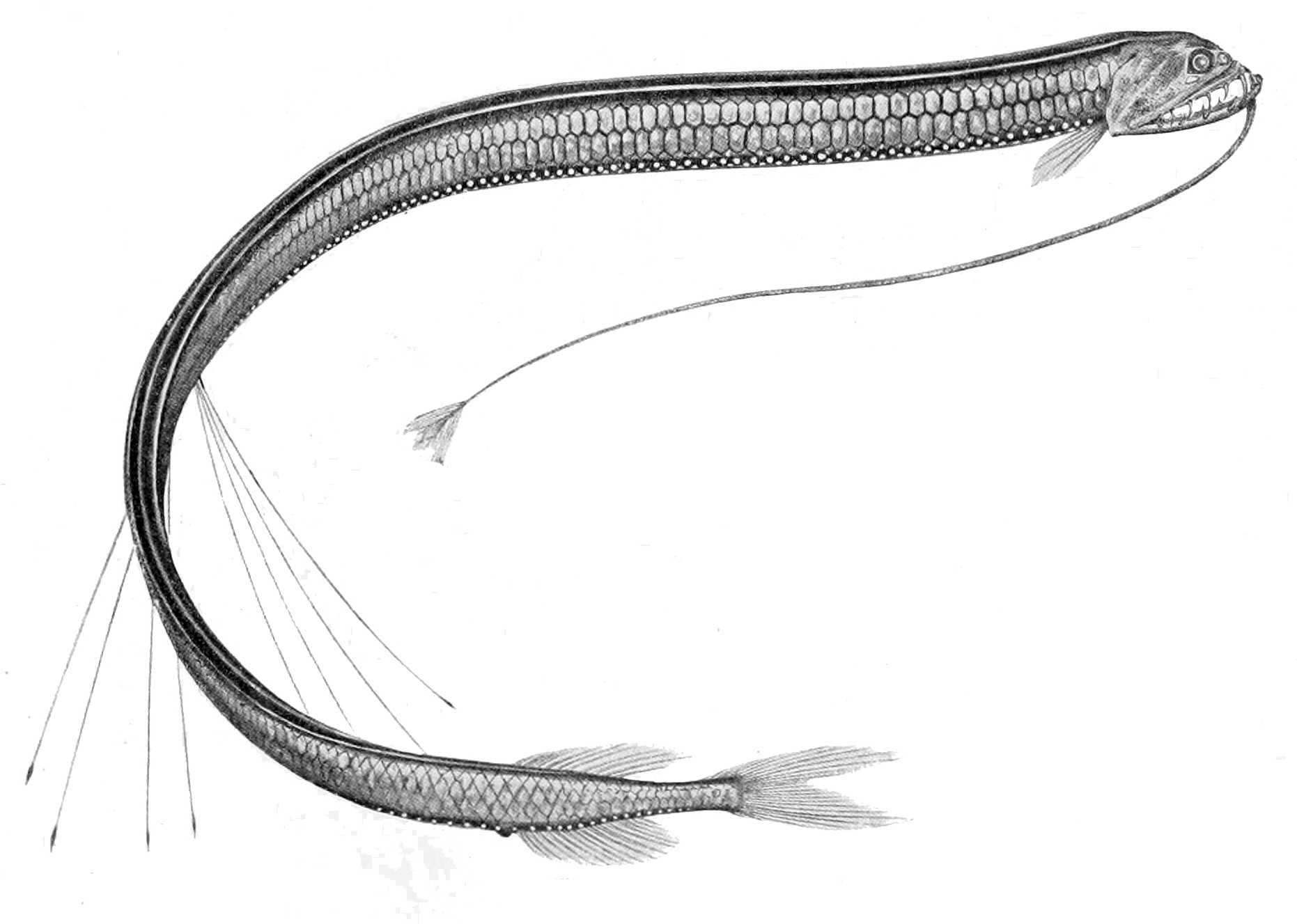
S. longibarbatus.

Los peces-demonio del género Stomias son peces marinos de la familia estómidos —el género tipo de ésta—, distribuidos por las aguas profundas abisales de todos los océanos.
Tienen tamaño mediano a grande, con una longitud máxima descrita entre 25 y 40 cm. Habitan aguas oceánicas a más de mil metros de profundidad, con especies meso y batipeágicas que son depredadores de peces y crustáceos.

## Especies
Existen nueve especies válidas en este género:
- Stomias affinis (Günther, 1887)
- Stomias atriventer (Garman, 1899)
- Stomias boa (Risso, 1810)
- Stomias brevibarbatus (Parr, 1927)
- Stomias danae (Regan y Trewavas, 1929)
- Stomias gracilis (Regan y Trewavas, 1930).
- Stomias lampropeltis (Gibbs, 1969)
- Stomias longibarbatus (Brauer, 1902)
- Stomias nebulosus (Alcock, 1889)